# Dwarsbalk (constructie)

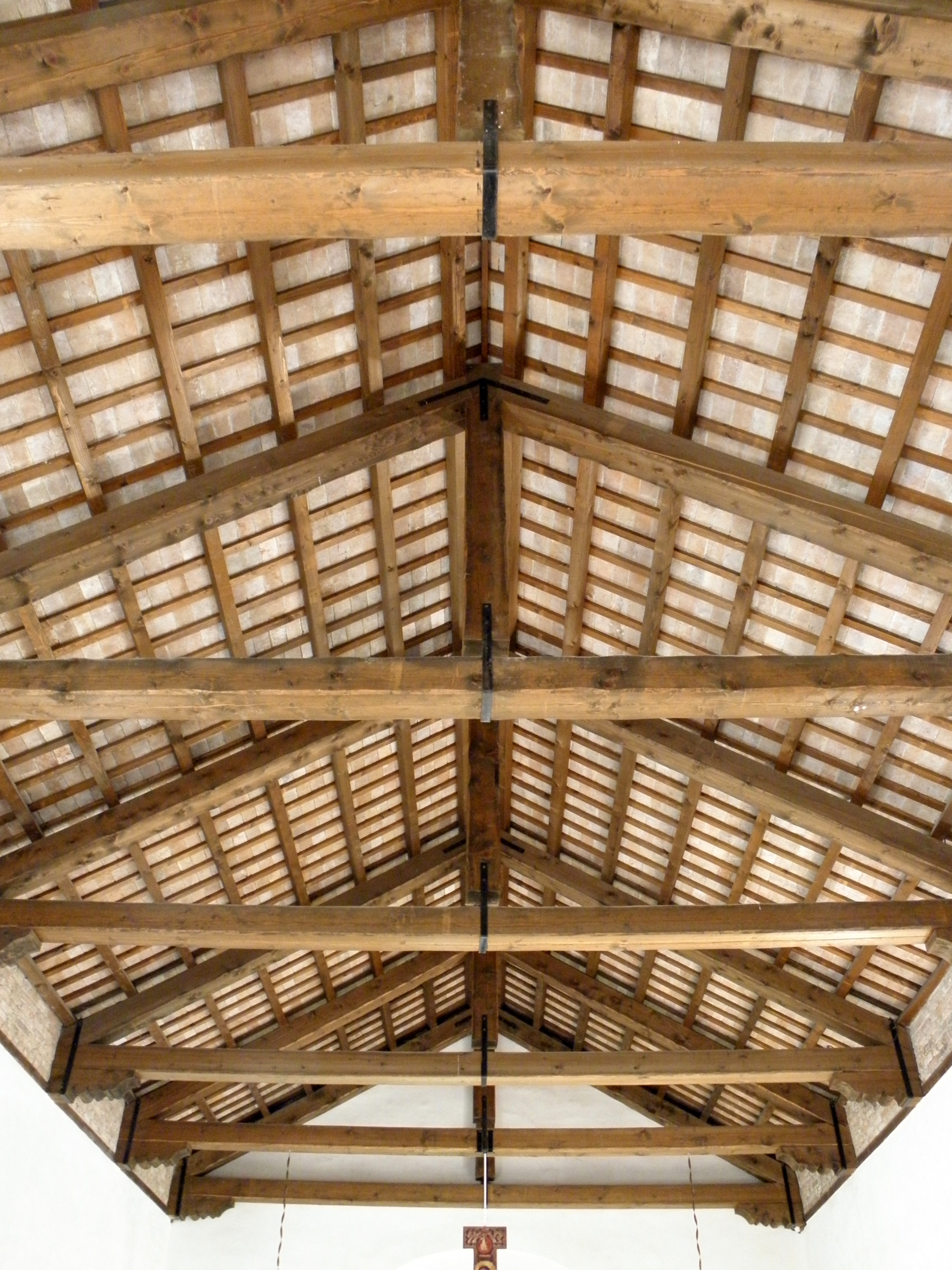
Een dakconstructie met dwarsbalken.

Een dwarsbalk of dwarsligger is een constructie-element dat andere delen van de constructie kruist. Het is een bouwkundige balk in een balklaag die dwars of haaks op twee andere balken staat, vaak als raveling (uitsparingsconstructie) voor een rookkanaal, trapgat of vloerluik.